# قرار مجلس الأمن التابع للأمم المتحدة رقم 1440
قرار مجلس الأمن التابع للأمم المتحدة رقم 1440، الذي تم تبنيه بالإجماع في 24 أكتوبر 2002، بعد إعادة التأكيد على مبادئ ميثاق الأمم المتحدة والقرار 1373 (2001)، أدان المجلس احتجاز الرهائن في مسرح موسكو، روسيا، من قبل المقاتلين الشيشان.
وأكد مجلس الأمن من جديد الحاجة إلى مكافحة التهديدات للسلم والأمن الدوليين من جراء الأعمال الإرهابية. وأدان احتجاز الرهائن في مسرح بموسكو والأعمال الإرهابية التي نفذت في دول أخرى وطالب بالإفراج الفوري عنهم. وعبر المجلس عن تعاطفه ومواساته لذوي الضحايا ولحكومة وشعب روسيا.
دعا القرار جميع الدول إلى التعاون مع السلطات الروسية وتقديم المساعدة لها لتقديم الجناة إلى العدالة وفقًا لالتزاماتها بموجب القرار 1373. واختتم المجلس كلمته بالإعراب عن تصميمه على مكافحة الإرهاب بكافة أشكاله.

## روابط خارجية
- نص القرار في undocs.org